# Asparagus suaveolens
Asparagus suaveolens — вид рослин із родини холодкових (Asparagaceae).

## Біоморфологічна характеристика
Прямовисна трав'яниста рослина до 100 см заввишки. Стебла прямі чи злегка зигзагові, з короткими міжвузлями, голі; вузли зазвичай багатобрунькові, розростаються на численні шипики, гілки і гілочки. Кладодії згруповані по 1–6 разом, шилоподібні, 10–19 мм завдовжки. Квітки верхівкові, 1–3 разом. Листочки оцвітини вузько-зворотно-яйцеподібні, білі з темною середньою жилкою, 1.5–3.5 мм завдовжки. Ягода чорна, ± 5 мм у діаметрі, 1–3 насінна.

## Середовище проживання
Ареал: Малаві, Мозамбік, Танзанія, Кенія, Намібія, Зімбабве, Ботсвана, Лесото, Свазіленд ПАР.
Населяє листопадні ліси, луки, чагарники, узлісся; на висотах 400–1900 метрів.